# Wzgórza Imbramowickie

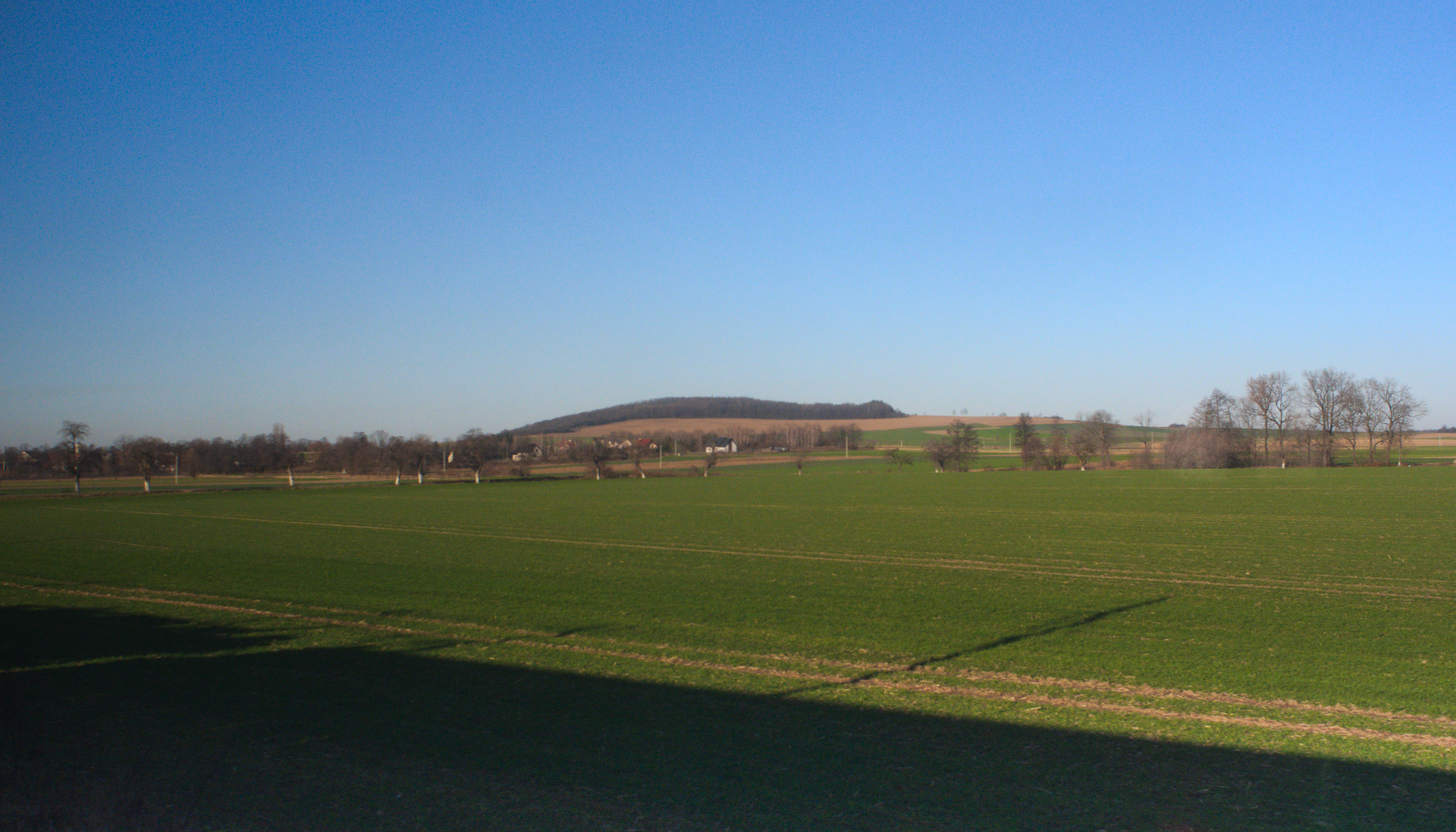
Pyszczyńska Góra, widok od południa

Wzgórza Imbramowickie – północna część Równiny Świdnickiej, obejmująca wzniesienia pomiędzy dolinami rzek: Bystrzycy i Strzegomki. Najwyższym wzniesieniem Wzgórz Imbramowickich jest Pyszczyńska Góra (273 m n.p.m.).